# Dream Away
A Dream Away című dal Babyface és Lisa Stansfield közös dala az 1994-ben megjelent animációs film Reszkessetek, nem hagyom magam! betétdalaként. A dalt Diane Warren írta, a producer David Foster volt.
A "Dream Away" című dal kislemezen 1994. november 7-én jelent meg az Egyesült Államokban. A Bubbling Under Hot 100 Singles listán a 9. helyezést érte el, a Hot R&B / Hip-Hop Songs listán pedig a 80. helyig jutott. A dal néhány Európai országban, és Ausztráliában is megjelent. 1995. január 21-én pedig Japánban is kiadták. A dal remixeit Paul Waller és Ollie Marland remixelte. A dalhoz készült videót Randee St. Nicholas rendezte, melyben Babyface és Stansfield csak néha láthatóak, mivel főleg a filmből vett jelenetek láthatóak. A dal felkerült a 2003-ban kiadott remaszterelt So Natural albumon is.

## Kritikák
A dal pozitív értékelést kapott a kritikusoktól. A Billboard úgy fogalmazott: "Lehetséges egy inspirálóbb duettet elképzelni?" Babyface és Stansfield énekhangja tökéletesen illenek egymáshoz, kölcsönözve egy egyfajta dimenziót az egyébként is ismerős pop-romantikus filmzenében. James Hunter a Vibe-tól megjegyezte: Szuper és egyben érdekel Babyface és Stansfield együtt, ahogyan túlteljesítik a duóban alkotott teljesítményüket, mely megmutatkozik a dalban is. A "Dream Away"-ben a képzelet dicséretét megénekelve.

## Számlista
Ausztrál/Japán CD single
1. "Dream Away" (Single Version) – 4:35
2. "Dream Away" (Acoustic Mix) – 4:38

Európai CD single
1. "Dream Away" (Single Version) – 4:35
2. "Dream Away" (Waller and Marland Remix) – 4:51
3. "Marvellous & Mine" (Sure Is Pure 12" Edit) – 8:28

US CD single
1. "Dream Away" (Single Version) – 4:35
2. "Dream Away" (R&B Remix) – 4:39
3. "Dream Away" (Acoustic Mix) – 4:38

## Slágerlista
| Slágerlista (1994)                            | Legjobb helyezés |
| --------------------------------------------- | ---------------- |
| US Bubbling Under Hot 100 Singles (Billboard) | 9                |
| US Hot R&B/Hip-Hop Songs (Billboard)          | 80               |